# Wola Wysocka (gmina)
Wola Wysocka – dawna gmina wiejska w powiecie żółkiewskim województwa lwowskiego II Rzeczypospolitej. Siedzibą gminy była Wola Wysocka.
Gminę utworzono 1 sierpnia 1934 r. w ramach reformy na podstawie ustawy scaleniowej z dotychczasowych gmin wiejskich: Dobrosin, Glińsko, Lipina, Piły, Wola Wysocka i Zameczek.
Po II wojnie światowej obszar gminy znalazł się w ZSRR.